# Parafia św. Marii Magdaleny w Kalinowej
Parafia Świętej Marii Magdaleny w Kalinowej – parafia rzymskokatolicka należąca do dekanatu Błaszki diecezji kaliskiej. Prowadzą ją księża diecezjalni.